# Boris Alexandrov
Boris Viktorovič Alexandrov (Борис Викторович Александров, 13. listopadu 1955 Usť-Kamenogorsk – 31. července 2002 Čeljabinská oblast) byl sovětský hokejista, nositel titulu mistr sportu mezinárodní třídy.
Rodák z kazachstánského Usť-Kamenogorsku začínal s hokejem v místním Torpedu, v roce 1973 přestoupil do HC CSKA Moskva, s nímž vyhrál sovětskou ligu v letech 1975, 1977 a 1978. Získal zlaté medaile na neoficiálních mistrovství světa juniorů v ledním hokeji 1974 a mistrovství světa juniorů v ledním hokeji 1975, v roce 1975 byl zařazen do all-stars týmu. Se sovětskou seniorskou reprezentací vyhrál olympijský turnaj v roce 1976, byl také třetí na Kanadském poháru 1976.
Byl řazen k největším talentům sovětského hokeje, doplatil však na četné kázeňské prohřešky. Po konfliktu s trenérem Viktorem Tichonovem musel v roce 1978 opustit CSKA i reprezentaci. V letech 1980 až 1982 působil v HC Spartak Moskva, pak se vrátil do Usť-Kamenogorsku, kde hrál druhou nejvyšší soutěž. Po angažmá v Itálii a Maďarsku v roce 1990 ukončil kariéru, ale v roce 1994 se k hokeji vrátil a startoval za Kazachstán na mistrovství světa v ledním hokeji 1995 skupiny C. V roce 1996 se stal trenérem Torpeda Usť-Kamenogorsk a kazachstánské reprezentace.
Zemřel v roce 2002 při autonehodě nedaleko města Usť-Katav v Čeljabinské oblasti. Jeho syn Viktor Alexandrov byl také kazachstánským hokejovým reprezentantem.